# بامبانگ، نوئهوا ویزکابا
بامبانگ، نوئهوا ویزکابا (به لاتین: Bambang, Nueva Vizcaya) یک منطقهٔ مسکونی در فیلیپین است که در نوئه‌وا ویزکایا واقع شده‌است.

## خصوصیات
بامبانگ ۳۴۵٫۰۰ کیلومترمربع مساحت و ۵۳٬۴۳۳ نفر جمعیت دارد.